# Пруц, Роберт Эдуард

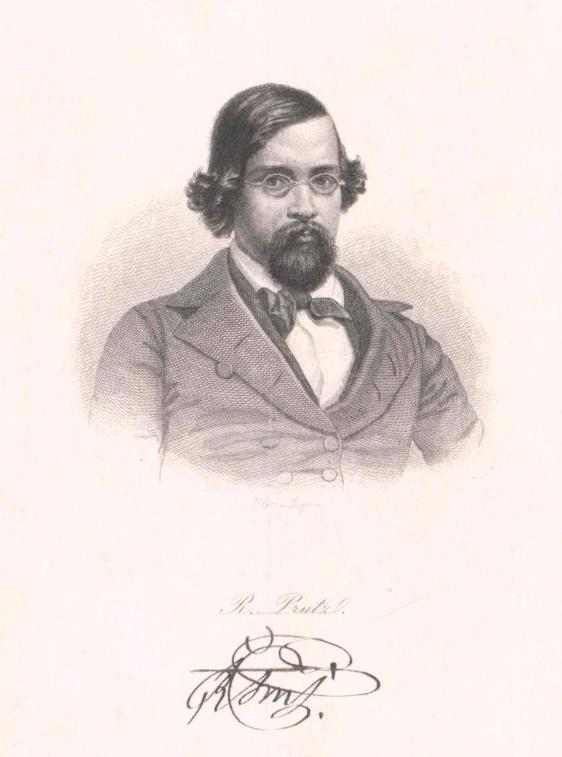
Роберт-Эдуард Прутц в молодости.

Роберт Эдуард Пруц (также Прутц; нем. Robert-Eduard Prutz; 30 мая 1816, Штеттин (теперь Щецин, Польша) — 21 июня 1872, там же) — немецкий поэт, драматург, прозаик и историк литературы, редактор. Профессор Университета Галле.

## Биография
Изучал филологию, философию и историю в университетах Берлина, Бреслау и Галле. Окончив в 1838 университет в Галле, сблизился с известным писателем Арнольдом Руге и стал работать в его журнале «Hallesche Jahrbücher». Но уже в 1840 г. крайние воззрения Прутца заставили его переселиться в Дрезден, а затем в Йену, где он безуспешно добивался кафедры; в 1843 г., напечатав одно стихотворение, не пропущенное цензурой, он должен был покинуть Веймар. Опубликованные в это время сборники его стихотворений («Gedichte», 1841; «G., Neue Sammlung», 1843), по преимуществу политического содержания, завоевали ему широкую известность.
Возвратившись в Галле, он усердно занялся историей литературы и в 1843—1848 гг. издавал «Litterarhistorisches Taschenbuch». Не добившись в Галле не только кафедры, но и разрешения читать публичные лекции, в 1846 г. он переселился в Берлин, где его публичный курс «Ueber die Geschichte der Entwickelung des deutsch. Theaters» пользовался большим успехом. На новый курс об истории немецкой литературы было, однако, наложено полицейское запрещение, и он в 1847 г. стал во главе гамбургского театра, издавая в то же время и «Dramaturgische Blätter».
Революция 1848—1849 годов в Германии нашла в Пруце одного из своих энергичнейших деятелей. Прочитав в феврале ряд лекций в Дрездене о новейших событиях, он в марте в Берлине стал одним из вожаков конституционно-демократического клуба. Новые веяния позволили ему, наконец, занять кафедру истории литературы в Галле, где он оставался до 1859 г., пользуясь большим и заслуженным успехом.
В своё время наделали также много шума драмы Пруца (собр. в «Dramatische Werke» 1847—49: «Karl v. Bourbon», «Moritz v. Sachsen» и др.).
В 1861 г. он вместе с В. Вольфсоном основал журнал «Deutsches Museum», который редактировал до 1866 г.

## Творчество

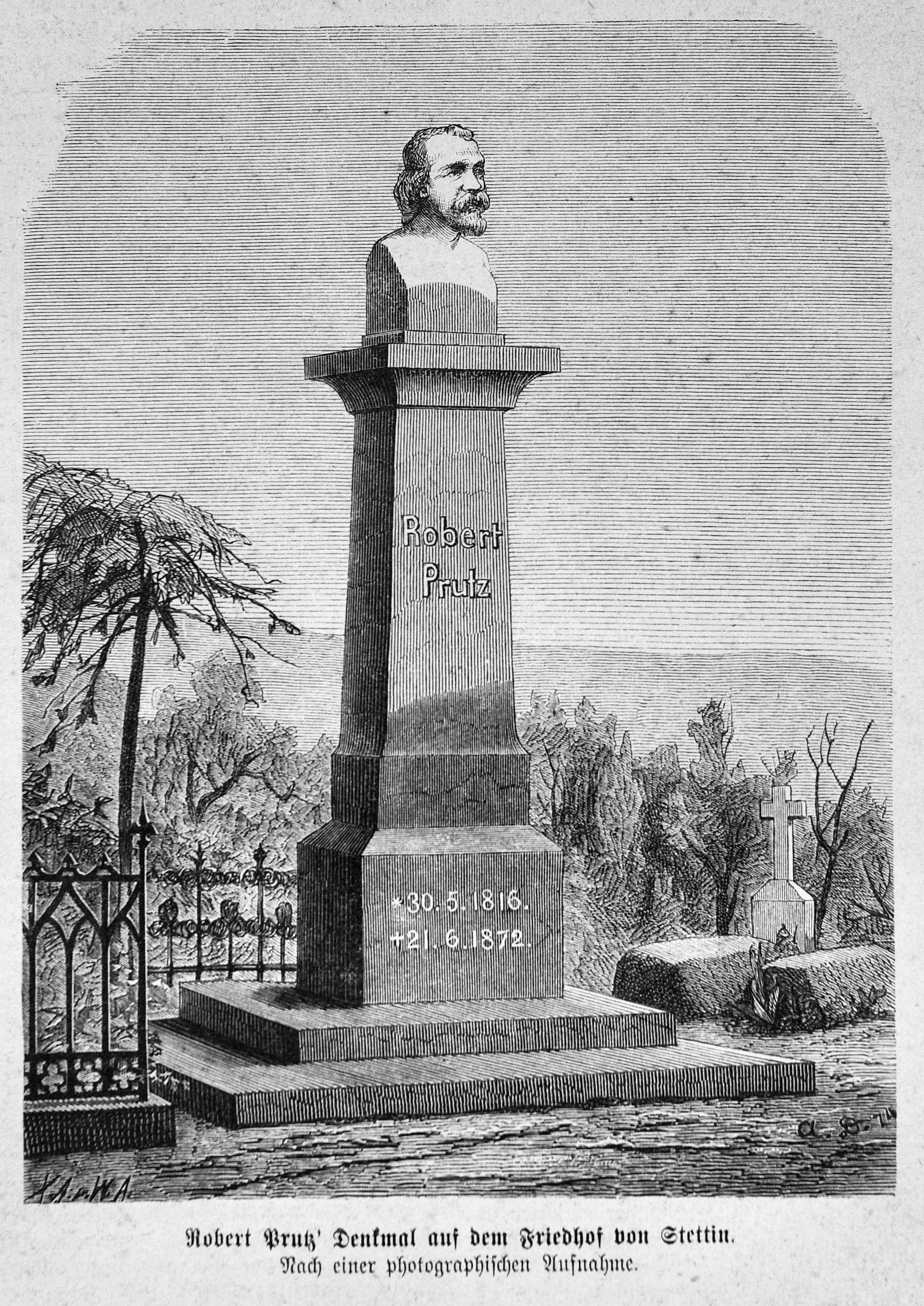
Памятник на могиле Р. Э. Пруца в Штеттине. 1875 г.

Роберт Эдуард Пруц — представитель группы так называемых «политических поэтов» 1848 г.
Из многочисленных и разнообразных сочинений Пруца наиболее значимы:
- романы
  - «Das Engelchen» (1851),
  - «Die Schwägerin» (1851),
  - «Der Musikantenturm» (1865),
  - «Helene» (1856),
  - «Der Weg zum Ruhme» (1857),
  - «Oberndorf» (1862);
- сборники стихов
  - «Aus der Heimat» (1858),
  - «Aus goldenen Tagen» (1861),
  - «Buch der Liebe» (1869);
  - «Ver sacrum»,
  - «Was wir wollen»,
  - «Billigkeit»,
  - «Zensur»
  - «Praktischer Rat»
- пьеса
  - «Die politische Wochenstube»
- историко-литературные исследования
  - «Die politische Poesie der Deutschen» (1845),
  - «Geschichte des deutschen Journalismus» (1845),
  - «Kleine Schriften zur Politik u. Litteratur» (1847),
  - «Neue Schriften» (1854);
  - «Goethe» (1856),
  - «Die deutsche Litteratur der Gegenwart» (1860)

На русский язык стихотворения Прутца переводили А. Н. Плещеев, Фёдор Миллер,Н. И. Позняков и др.